# Garaño (Soto y Amío)
Garaño es una localidad del municipio leonés de Soto y Amío, en la Comunidad Autónoma de Castilla y León. 
La iglesia está dedicada a san Tirso.

## Localidades limítrofes
Confina con las siguientes localidades:
- Al norte con Portilla de Luna.
- Al noreste con Piedrasecha.
- Al este con Viñayo.
- Al sur con Canales-La Magdalena.
- Al noroeste con Vega de Caballeros.

## Demografía
Evolución de la población
| Gráfica de evolución demográfica de Garaño entre 2000 y 2017       |
|                                                                    |
| Población de derecho (2000-2017) según el padrón municipal del INE |

## Historia
Así se describe a Garaño en el tomo VIII del Diccionario geográfico-estadístico-histórico de España y sus posesiones de Ultramar, obra impulsada por Pascual Madoz a mediados del siglo XIX:

Lugar en la provincia de León (4 ½ leguas), partido judicial de Murias de Paredes (2), diócesis de Oviedo, vicaría de San Millán, arciprestazgo de Luna, audiencia territorial y capitanía general de Valladolid, ayuntamiento de Soto y Amío. Situado a orillas del río Luna; le combaten con especialidad los vientos del N y O; su clima es frío; sus enfermedades más comunes, dolores de costado, fiebres y tercianas. Tiene 11 casas; iglesia parroquial (San Tirso) servida por un cura de ingreso y patronato del abad de Santa Dorada, y buenas aguas potables. Confina N Vega de Perros; E Otero de las Dueñas; S Selga y O Canales. El terreno es de mediana calidad y le fertilizan las aguas del río Luna. Hay monte de brezo y prados naturales. Los caminos dirigen a los pueblos limítrofes y a Asturias y Castilla. Producciones: trigo, centeno, cebada, lino, legumbres y pastos; cría ganados, caza mayor y menor, y pesca de truchas y barbos. Población: 9 vecinos, 50 almas. Contribución: con el ayuntamiento.
Diccionario geográfico-estadístico-histórico de España y sus posesiones de Ultramar